# Marseel
Marseel is een historisch motorfietsmerk.
Marseel Engineering Co., Coventry (1920-1921).
Engels merk dat een 232 cc scooter bouwde. De constructeur was D.M.K. Marendaz, die later de Marendaz Special sportwagen bouwde. Zoals ook andere merken kwam Marseel met zijn scooter op de markt lang voordat de tijd daar rijp voor was.